# Historia de la vulcanología
La historia de la vulcanología está, como la mayoría de historias de las ciencias naturales, marcada la voluntad del hombre de conocer y controlar las fuerzas de la naturaleza, en este caso de los volcanes, para, al menos, evitar el daño que pudieran causar sus erupciones. Tiene, también al igual que la mayoría de las otras historias naturales, tres etapas principales: una etapa supersticiosa en la que las creencias y los mitos religiosos dominan en gran medida el conocimiento; luego una segunda, en que las tempranas contribuciones científicas buscan reconciliar observaciones y creencias; y, finalmente, la del pleno conocimiento científico del fenómeno, que no comienza hasta el siglo XVIII con William Hamilton, más tarde que en otras ciencias naturales. Finalmente, en 1912, con la teoría de la deriva continental de Alfred Wegener, los mecanismos, que no solo causan erupciones sino también terremotos, comienzan a entenderse.

## Antigüedad

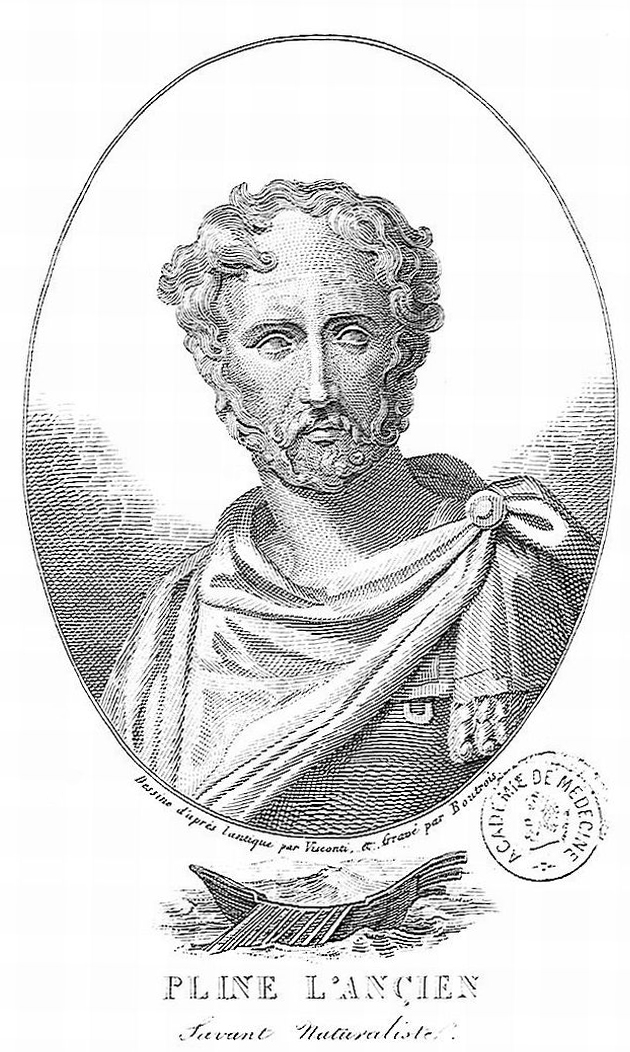
Plinio el viejo

En las primeras civilizaciones, especialmente entre los griegos y romanos antiguos, los volcanes y sus erupciones se asociaban con manifestaciones divinas. (Será lo mismo en el cristianismo, que los consideraba como la obra de Satanás y los signos de la ira divina.)
La vulcanología tiene una extensa historia. El primer registro conocido de una erupción volcánica puede estar en una pintura mural que data de aproximadamente 7000 a. C. encontrada en el sitio neolítico en Çatal Hüyük en Anatolia  (Turquía) . Esta pintura ha sido interpretada como una representación de un volcán en erupción, con un grupo de casas debajo, y que muestra un volcán gemelo en erupción, con una ciudad en su base (aunque los arqueólogos ahora cuestionan esta interpretación).   El volcán puede ser  Hasan Dağ, o su vecino más pequeño, Melendiz Dağ. (Recientemente, se ha publicado en   Nature News  en 2016 un estudio de una posible representación de una erupción en la cueva de Chauvet-Pont d'Arc (36 000 AP), luego cubierta por el dibujo de un megacero, que podría representar un volcán del Bajo Vivarais en actividad y que pasaría a serla representación más antigua conocida de una erupción volcánica.)

## Filosofía grecorromana

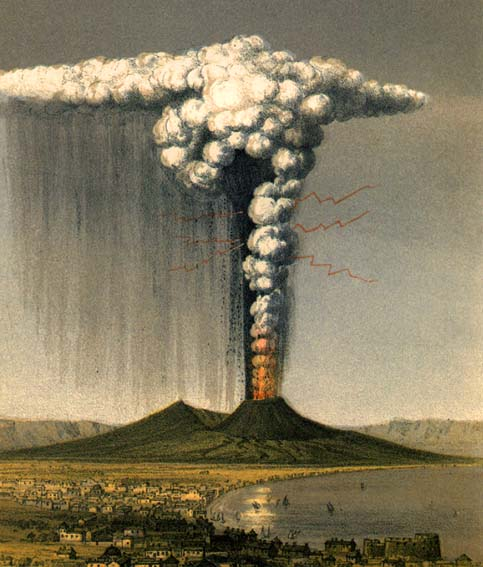
Erupción del Vesubio en 1822. La erupción de habría sido muy similar

El mundo clásico de Grecia y del temprano Imperio romano explicaba los volcanes como sitios de varios dioses. Los griegos consideraban que Hefesto, el dios del fuego, estaba sentado debajo del volcán Etna, forjando las armas de Zeus. La palabra griega usada para describir los volcanes era  etna, o  hiera, por Heracles, el hijo de Zeus. El poeta romano Virgilio, al interpretar los mitos griegos, sostuvo que el gigante Encélado había sido enterrado debajo del Etna por la diosa Atenea como castigo por la rebelión contra los dioses; los murmullos de la montaña eran sus gritos atormentados, las llamas su aliento y los temblores sus embestidas contra los barrotes de su prisión. El hermano de Encélado, Mimas, fue enterrado bajo el Vesubio por Hefesto, y la sangre de otros gigantes derrotados brotó en los Campos Flegreos que rodean el Vesubio.
El filósofo griego Empédocles de Agrigento (ca. 490-430 a. C.) veía el mundo dividido en cuatro elementos o fuerzas fundamentales:  la Tierra, el Aire, el Agua y el Fuego; y los volcanes eran la manifestación de ese Fuego elemental.
Platón sostenía que ríos de agua fría y caliente en cantidades inagotables recorrían el interior de la Tierra y que había un vasto río de fuego central, el Piroflegetonte,  que alimentaba todos los volcanes de la Tierra. Aristóteles explicó la presencia de este fuego subterráneo como «... la fricción del viento cuando se precipita en estrechos pasajes». Lucrecio, un filósofo romano, afirmó que el Etna estaba totalmente vacío y que sus fuegos se alimentaban de un poderoso viento que circulaba cerca del nivel del mar. Ovidio pensaba que las erupciones se alimentaban de «nutriente rico» y que cesaban cuando se acababa. Vitruvio afirmó que los incendios subterráneos se mantenían con azufre, alumbre y betún. La idea de un papel preponderante del viento como fuente de las erupciones volcánicas durará hasta el siglo XVI.
En el año 79, Plinio el Viejo relató y describió el comienzo de la erupción del Vesubio, destacando notablemente que los terremotos preceden al comienzo de una erupción. Queriendo acercarse a los eventos, fue muerto por una de las muchas nubes ardientes que barrieron los flancos del volcán y destruyeron Pompeya. Su sobrino, Plinio el Joven, que no pudo acompañar a su tío, hizo una descripción precisa de la erupción, cuyo tipo llevará el nombre de los dos hombres: la erupción pliniana. Sin embargo, esta descripción no constituye un intento de explicar el fenómeno científicamente.

## Renacimiento y teorías precientíficas

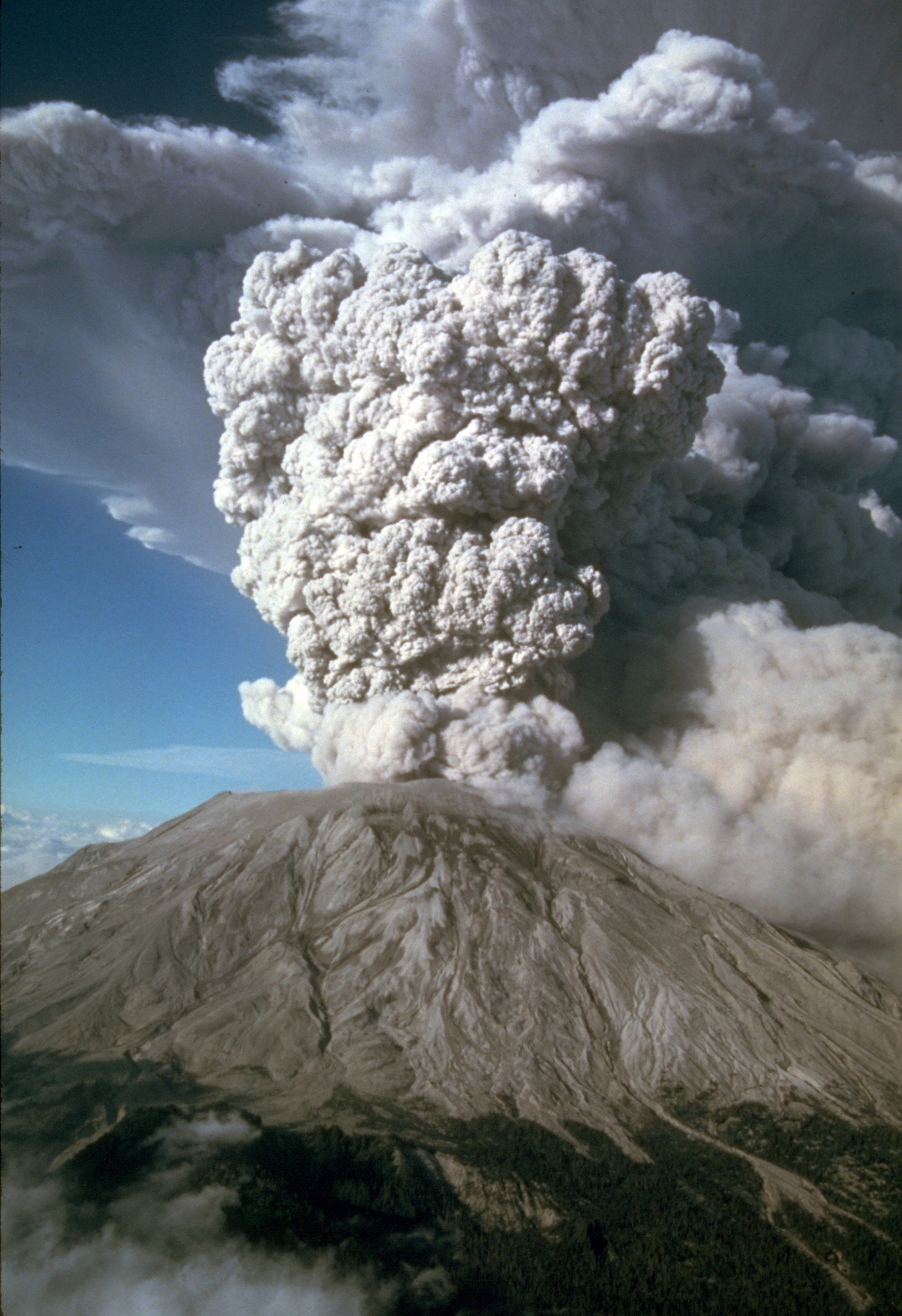
Después del 18 de mayo, en 1980 se produjeron otras cinco erupciones explosivas del monte St. Helens, incluido este espectacular evento del 22 de julio. Esta erupción envió pómez y cenizas de 10 a 18 km en el aire, y fue visible en Seattle (Washington), a 160 km al norte. La vista aquí es desde el sur.

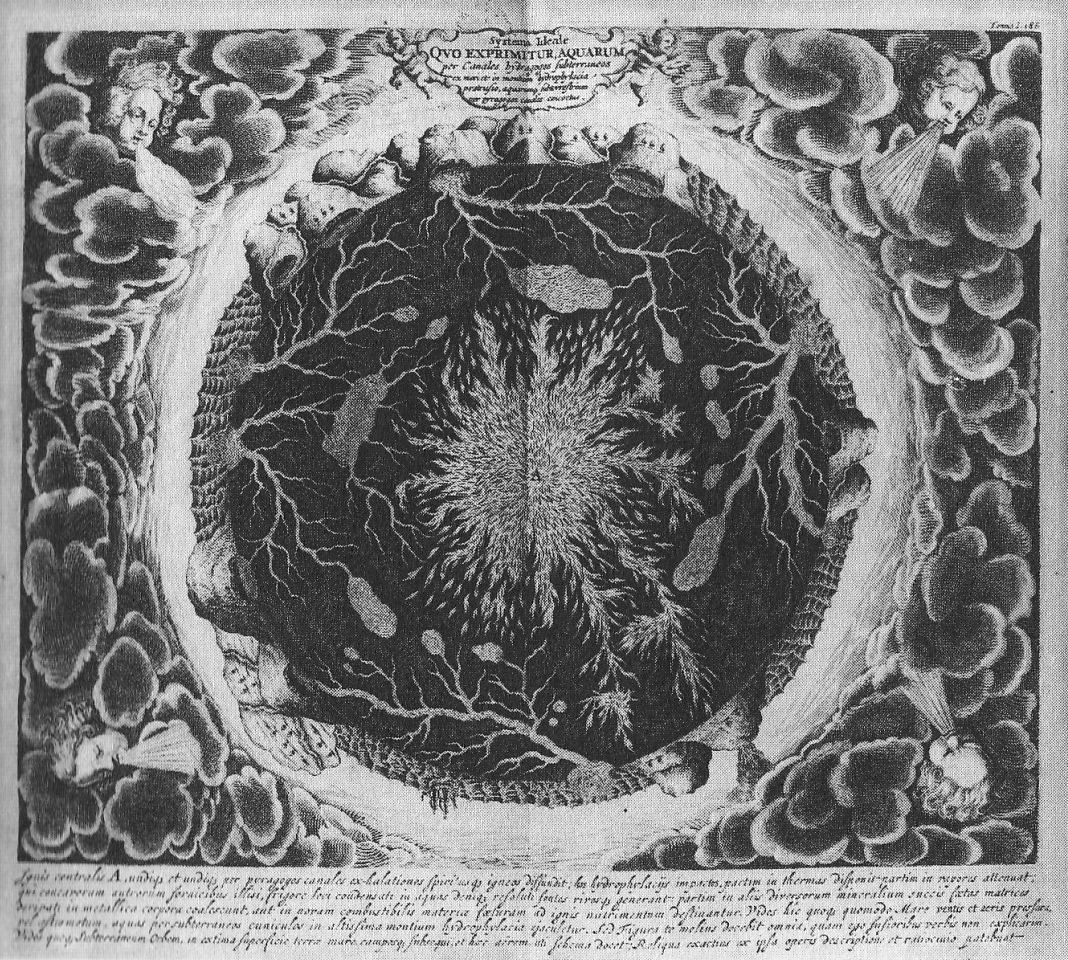
Teoría del fuego central según Athanasius Kircher, 1678

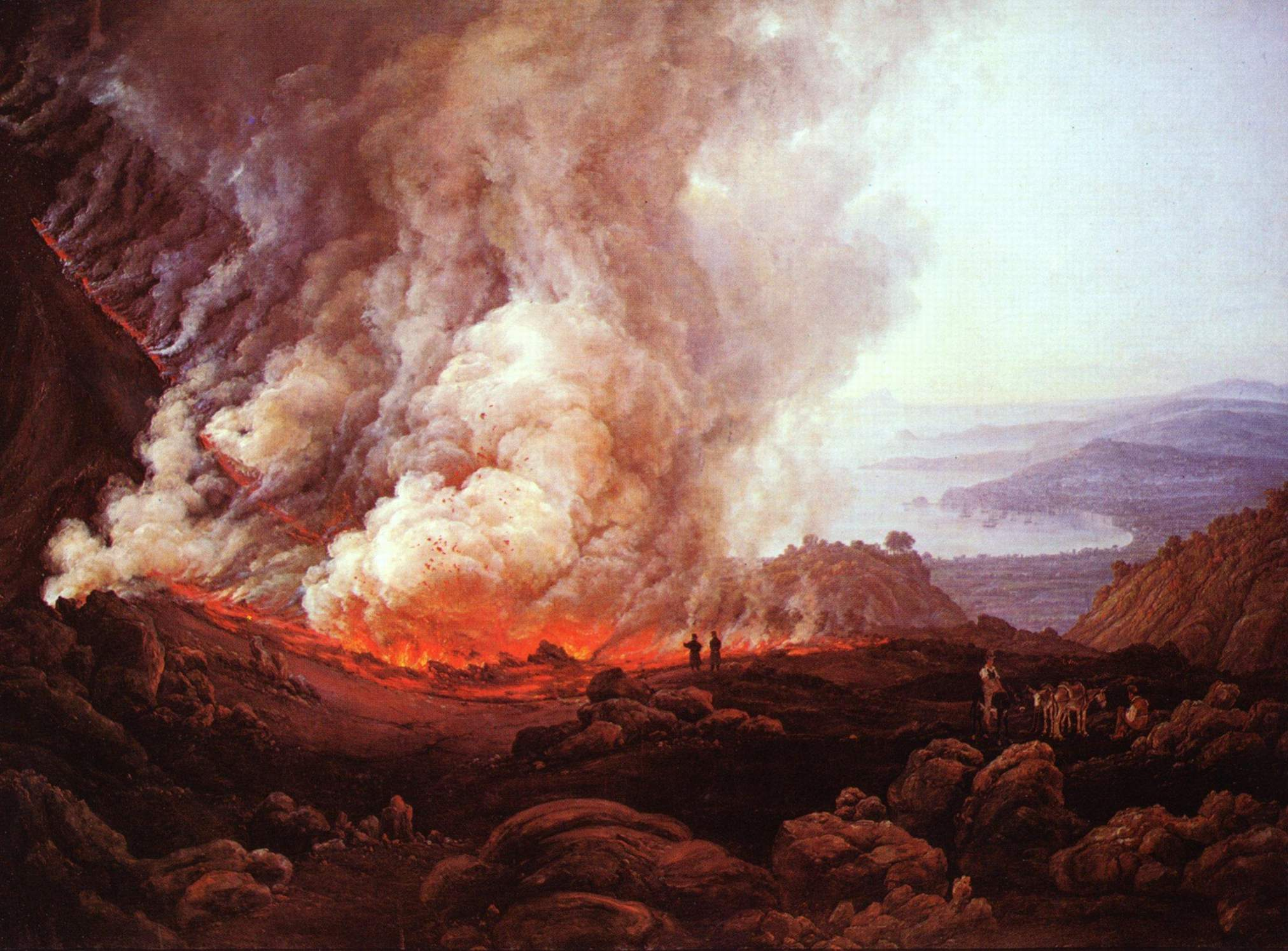
Éruption du Vésuve, Johan Christian Claussen Dahl, 1826

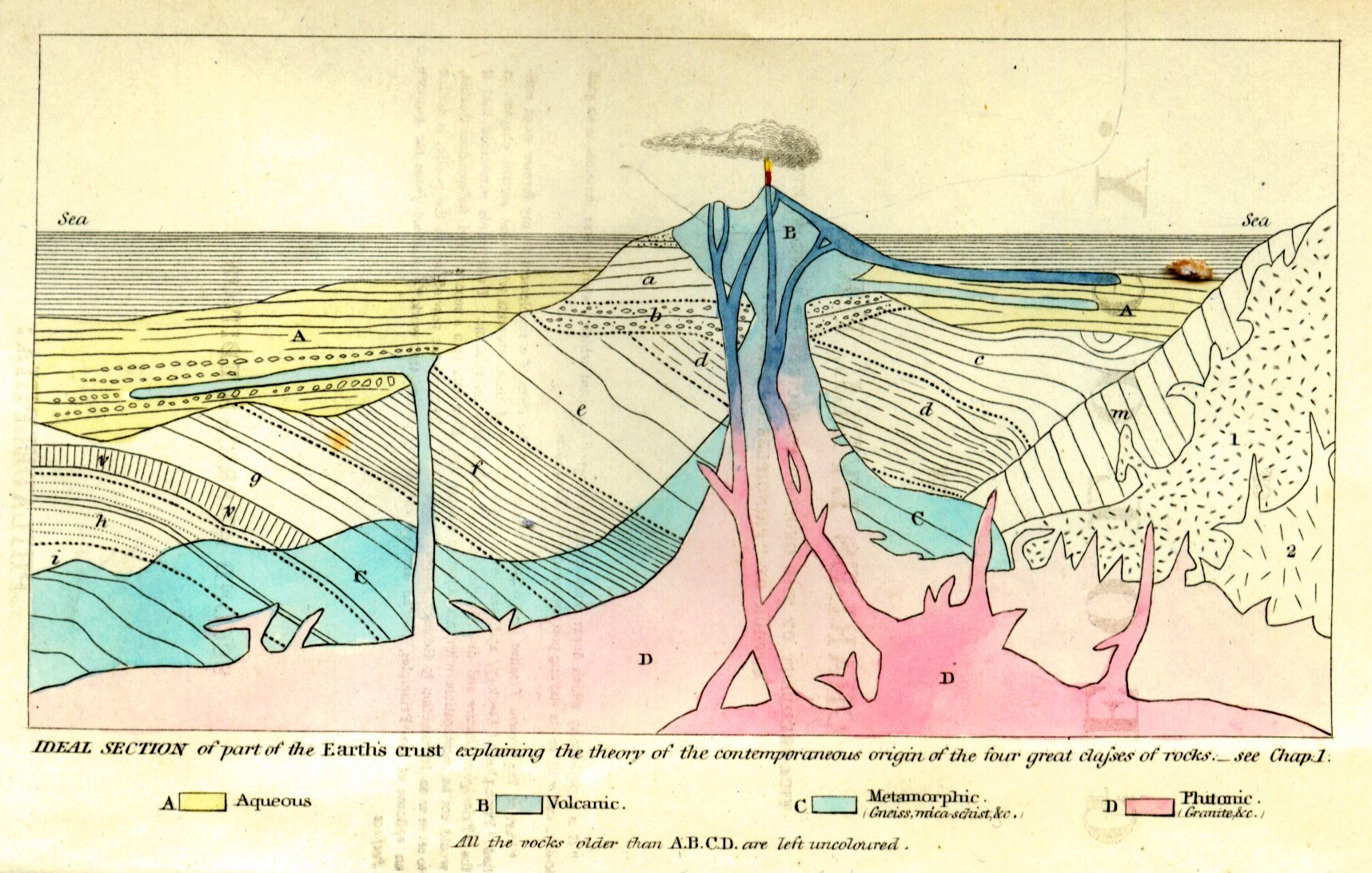
Dibujos de una copa al nivel de un volcán, Principles of Geology, Charles Lyell, 1857

A lo largo de la época renacentista surgieron muchas teorías, pero debían ser compatibles con los dogmas de la Iglesia católica bajo pena de ser desacreditados.
En las Azores en 1580 se describieron nubes ardientes, que podrían corresponder a un flujo piroclástico. Georgius Agricola sugirió que las erupciones eran causadas por el vapor de agua bajo presión. Johannes Kepler consideraba los volcanes como conductos que expulsaban las lágrimas y los desechos de la Tierra (azufre, betún y alquitrán).
Descartes, de acuerdo con el Génesis al decir que Dios había creado la Tierra en un instante, declaró que la Tierra fue formada por tres capas: una capa de aire, una capa de agua, y ambas soportadas por la última capa de profundidades ardientes. Los volcanes, pensaba, se habrían formado cuando los rayos del Sol atravesaron la Tierra.
El jesuita Athanasius Kircher (1602-1680) fue testigo de erupciones en el monte Etna y en Estrómboli, luego visitó el cráter del Vesubio y publicó su visión de una Tierra con un fuego central conectado a muchos otros causados por la quema de azufre, betún y carbón.
Muchas teorías relacionaban el agua con el vulcanismo, porque los únicos volcanes conocidos en ese momento estaban ubicados cerca del mar.
En el siglo XVIII, el naturalista y embajador británico William Hamilton aprovechó su estadía en Nápoles durante 36 años para documentar y estudiar las erupciones del Vesubio. Sus observaciones son consideradas como el primer método científico de explicación del vulcanismo. Publicó un libro, Campi Phlaegraei, Observations on the Volcanos of the Two Sicilies [Campi Phlaegraei, Observaciones sobre los volcanes de las Dos Sicilias], compuesto de numerosa notas y croquis de sus observaciones de campo.
Unos años más tarde, el italiano Lazzaro Spallanzani intentó fundir pedazos de basalto para encontrar el origen de la lava.
En el siglo XVIII, dos escuelas chocaban: los neptunistas creían que el contacto del agua con la pirita inflamaba las capas de carbón que derretían las rocas circundantes, mientras que los plutonistas decían que había una masa de roca derritiéndose en las profundidades de la tierra, que emergía en algunos lugares.
En 1831, el geólogo francés Constant Prévost (1787-1856), que regresaba de la isla italiana de Julia, informó sobre la evidencia de la formación de volcanes: surgían de un apilamiento sucesivo de materiales. Este descubrimiento puso fin a la confrontación entre dos teorías: una que afirmaba que los volcanes se formaban en capas sucesivas, la otra que solo eran una hinchazón del suelo.
En ese momento, el Vesubio era el volcán más estudiado. Otros exploradores comenzaron a estudiar otros volcanes:  Bory de Saint-Vincent,  el Pitón de la Fournaise en 1804; Alexander von Humboldt, el Guagua Pichincha y el Chimborazo, entre 1799 y 1804; en 1846 ya se tenían censados 407 volcanes; el archipiélago de Santorini y su caldera fueron estudiados por varios geólogos .
Debido a la actividad regular del Vesubio, en 1841 se construyó el primer observatorio vulcanológico del mundo en sus laderas, el Observatorio Vesubiano, y allí se instalaron sismógrafos.
En 1883, la erupción del Krakatoa concentró todos los esfuerzos de los vulcanólogos en ese volcán. Se analizó la erupción así como sus efectos: onda de choque, efectos climáticos, etc. Los avances logrados permitieron a los geólogos regresar a la erupción del Tambora que había ocurrido en 1815.
En 1902, la erupción del monte Pelee en la Martinica, con la destrucción total de la ciudad de Saint-Pierre y los 28 000 muertos que produjo, causaron estupor en la metrópolis. La catástrofe  será transmitida en los periódicos con muchas fotografías. La Academia de Ciencias de Francia encargó a Alfred Lacroix su estudio para comprender las razones del desastre, incluido el crecimiento del domo de lava que se derrumbó. Dos años más tarde, publicará un libro que aún hoy es referencia y participará en la creación de un observatorio volcánico.

## Vulcanología moderna

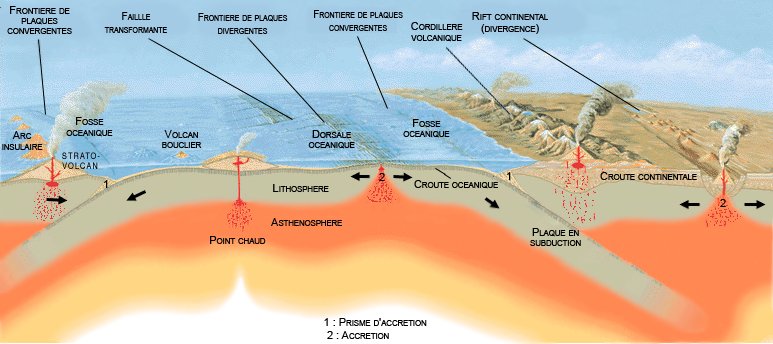
Esquema general de los diferentes tipos de vulcanismo asociados con los movimientos de las placas tectónicas

En 1912, Alfred Wegener propuso una teoría de la deriva continental, que, aún imperfecta, sería rechazada. Enmendada, llevará mucho más tarde a la teoría de la tectónica de placas, que participó en la explicación del vulcanismo. Esa teoría revolucionó la percepción de los geólogos y vulcanólogos del vulcanismo porque unificaba la mayoría de los fenómenos geofísicos. Se completará en la década de 1960 con la introducción de la noción de radiactividad en el origen del calor interno de la Tierra y con el descubrimiento de anomalías magnéticas en el fondo marino. Los geólogos encontraron, probaron y admitieron entonces que las cordilleras, los volcanes y la sismicidad estaban distribuidos con precisión en la superficie de la Tierra y que estaban correlacionados.
Los progresos en sismología también beneficiaron a la vulcanología con el descubrimiento de las planos de Wadati-Benioff, las diversas discontinuidades, la estructura interna de la tierra, etc. La tectónica de placas ofreció a los vulcanólogos una visión global de los fenómenos internos de la Tierra con la deriva de los continentes, la subducción y la divergencia, las corrientes de convección del manto, etc. Sólo quedaron algunos volcanes que no tenían explicación en esa teoría. Los vulcanólogos entonces adelantaron la teoría de los puntos calientes para explicar la presencia de volcanes en mitad de las placas litosféricas.
Durante el siglo XX, Haroun Tazieff exploró volcanes en todo el mundo (Niragongo, Etna, Capelinhos, Merapi, Izalco, Erebus... en total casi 150 volcanes activos), enfatizando en el papel de los gases en la actividad volcánica . Ingeniero agrónomo, geólogo e ingeniero de minas, innovó radicalmente en la década de 1950 al ser el primero en montar campañas de medición en los volcanes activos o en erupción para estudiar variaciones en una gran cantidad de parámetros, durante expediciones que reunían a especialistas en las diferentes disciplinas de las ciencias de la tierra. Imaginará las técnicas de muestreo directo de gas en volcanes en erupción con químicos como Yvan Elskens y Franco Tonani en los años 1950-60, con François Le Guern, Patrick Allard, René-Xavier Faive-Pierret, físicos como Jean-Christophe Sabroux, Pierre Zettwoog y muchos otros a partir de entonces. Muchos instrumentos de medición desarrollados para las expediciones de Tazieff todavía se usan hoy, y muchos otros se han beneficiado de ese trabajo pionero. En 1958, Tazieff trabajará con la Université Libre de Bruxelles para medir las variaciones locales del campo magnético terrestre en el Nyragongo activo, y lanzará de manera decisiva este tipo de investigación en 1975 y 1976 en el monte Etna y en la Soufrière de Guadalupe y luego en el Merapi, en Indonesia, con el equipo de magnetistas del CEA de Grenoble Marcel Bof y Francis Robach. Con el descubrimiento del vulcanismo activo de la depresión de Afar y de la cadena de Erta Ale, Tazieff y sus compañeros de equipo hicieron una importante contribución a la validación de la teoría de la tectónica de placas y al análisis de magmas. Por este trabajo, Franco Barberi y Jacques Varet recibieron el premio L.R. Wager de la Royal Society y de la Asociación Internacional de Vulcanología y Química del Interior de la Tierra (Association Internationale de Volcanologie et de Chimie de l'Intérieur de la Terre, AIVCIT, 1972). Tazieff estará en el origen de la definición de una política de prevención de los riesgos volcánicos. Será, en particular en lo que concierne a Francia, un pionero de la popularización de la vulgarización en el campo de la vulcanología. Como personaje mediático, una parte de la comunidad científica y algunos periodistas, especialmente en Francia e Italia, lo rechazaron por la toma de posiciones categóricas que cuestionaron lo que él llamó la incompetencia de algunos y la corrupción de otros. Vulcanólogo contestado pero que, al haber revolucionado esa ciencia, este personaje contrastado no dejó una herencia científica constituida como tal, lo que lamentan un cierto número de especialistas de las ciencias de la Tierra de varios países. La historia de la vulcanología contemporánea no podrá prescindir de un análisis detallado de las contribuciones científicas de las expediciones de Tazieff.
Maurice y Katia Krafft publicaron numerosas fotografías, películas y clips de sonido de más de 150 volcanes y publicaron numerosos libros que contribuyeron a la popularización de la vulcanología y de los volcanes. También participaron en el desarrollo de planes de evaluación en zonas de riesgo volcánico.

## Vulcanología actual

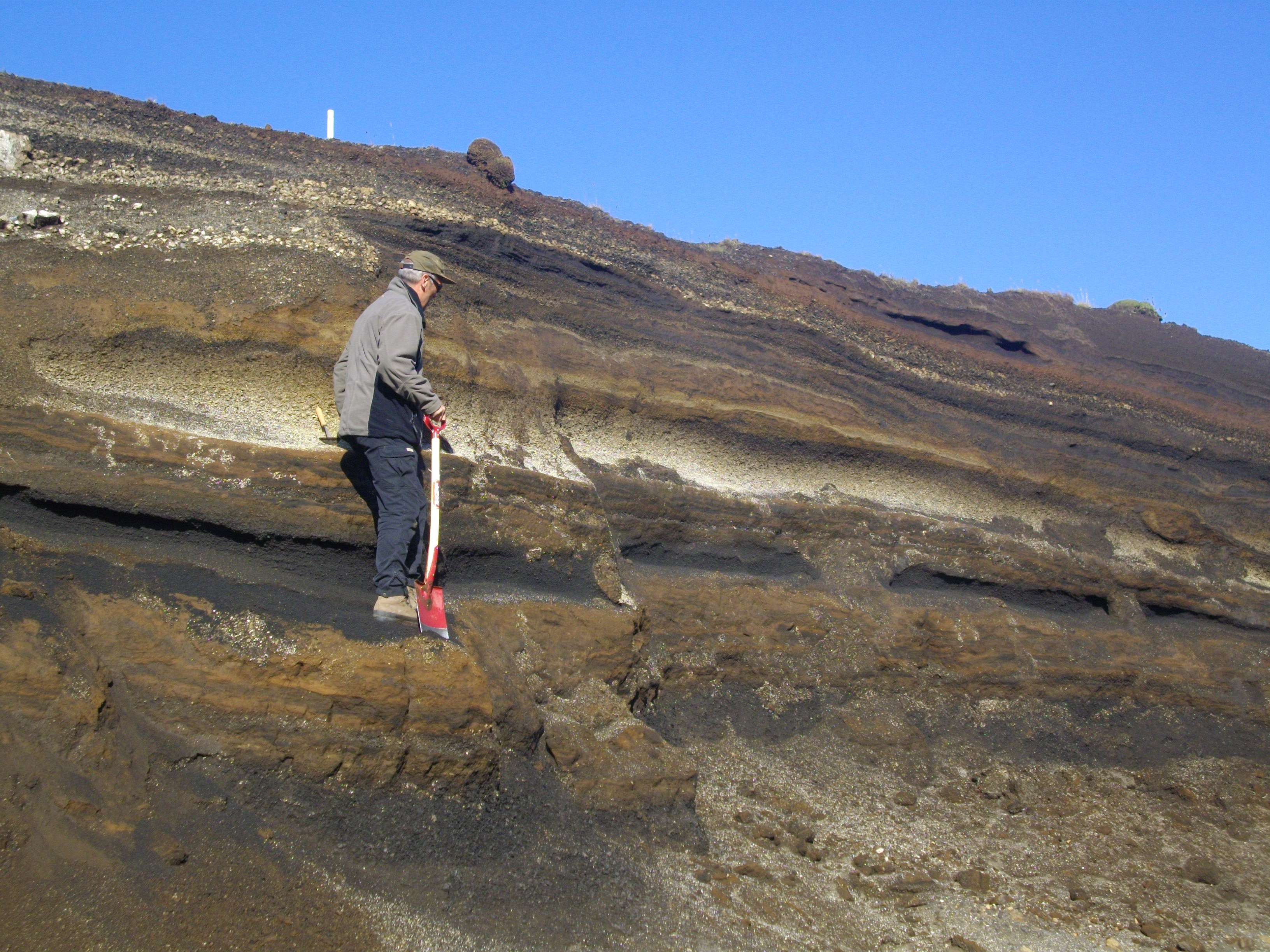
Vulcanólogo que examina los horizontes tefra en el centro-sur de Islandia.

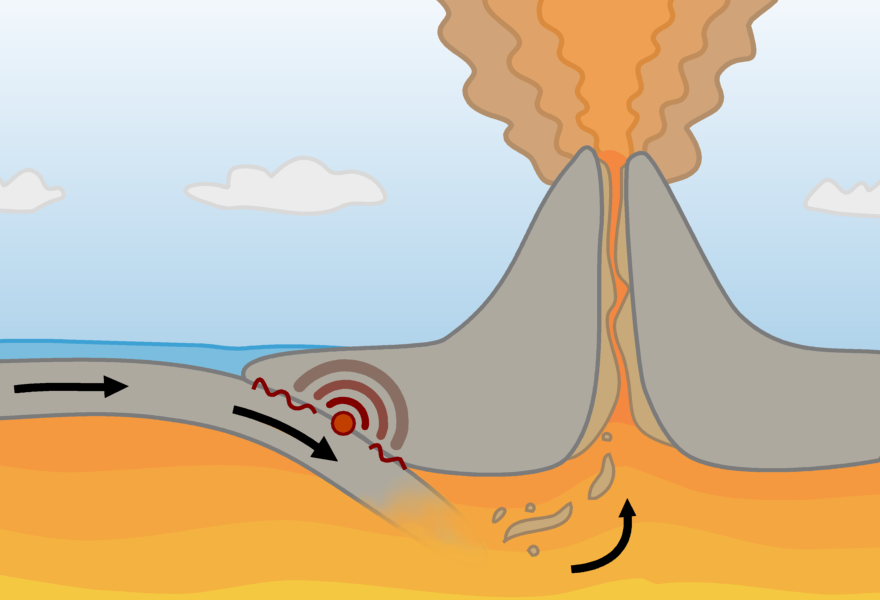
Un esquema de un margen de placa destructiva, donde la subducción alimenta la actividad volcánica en las zonas de subducción de los límites de la placa tectónica.

En 1841, se fundó en el Reino de las Dos Sicilias el primer observatorio vulcanológico, el Observatorio Vesubiano.
Se realizan observaciones sísmicas utilizando sismógrafos desplegados cerca de las áreas volcánicas, buscando un aumento de la sismicidad durante los eventos volcánicos, en particular en busca de temblores armónicos de largo período, que indicaban el movimiento del magma a través de conductos volcánicos.
El monitoreo de la deformación de la superficie incluye el uso de técnicas geodésicas, tales como mediciones de nivelación, inclinación, tensión, ángulo y distancia a través de medidores de inclinación, estaciones totales y EDM. Esto también incluye  observaciones GNSS e InSAR. La deformación de la superficie indica un surgimiento de magma: el aumento del suministro de magma produce protuberancias en la superficie del centro volcánico.
Las emisiones de gases pueden controlarse con equipos que incluyen espectrómetros de ultravioleta portátiles (COSPEC, ahora reemplazados por el miniDOAS), que analizan la presencia de gases volcánicos como el dióxido de azufre; o por espectroscopia infrarroja (FTIR). El aumento de las emisiones de gases y, más particularmente, los cambios en las composiciones de gases, pueden indicar una inminente erupción volcánica.
Los cambios de temperatura se monitorean utilizando termómetros y observando los cambios en las propiedades térmicas de los lagos y fuentes de ventilación volcánicos, lo que puede indicar una actividad futura.
Los satélites se usan ampliamente para monitorear volcanes, ya que permiten monitorear fácilmente un área grande. Pueden medir la propagación de un penacho de ceniza, como el de la erupción de Eyjafjallajökull en 2010,, así como las emisiones de SO2. InSAR e imágenes térmicas pueden monitorear áreas grandes y poco pobladas donde sería demasiado costoso mantener los instrumentos en el terreno.
Otras técnicas geofísicas (observaciones eléctricas, de gravedad y magnéticas) incluyen el monitoreo de las fluctuaciones y el cambio repentino en la resistividad, las anomalías de la gravedad o los patrones de anomalía magnética que pueden indicar fallas inducidas por volcanes y el surgimiento de magma.
Los análisis estratigráficos incluyen el análisis de los depósitos de tefra y de lava y su datación para establecer patrones de erupción de los volcanes, con ciclos estimados de actividad intensa y tamaño de las erupciones.